# استیون اسکریبسکی
استیون اسکریبسکی (انگلیسی: Steven Skrzybski؛ زادهٔ ۱۸ نوامبر ۱۹۹۲) بازیکن فوتبال اهل آلمان است.
از باشگاه‌هایی که در آن بازی کرده‌است می‌توان به باشگاه فوتبال یونیون برلین و باشگاه فوتبال شالکه ۰۴ اشاره کرد.

## عملکرد باشگاهی
این آلمانی که در پایتخت آلمان برلین متولد شده‌است، از سن بسیار جوانی بازی را در سطح جوانان آغاز کرد. او در سن هشت سالگی با تیم محلی استرن کاولسدورف فوتبال را شروع کرد و سریعاً توسط باشگاه حرفه ای یونیون برلین به عنوان ستاره بالقوه مورد توجه قرار گرفت.

### یونیون برلین
اسکریبسکی از سال ۲۰۱۰ تا ۲۰۱۸ ۱۴۳ بازی رسمی برای باشگاه برلینی انجام داد. او با حضور در رده‌های مختلف جوانان در این باشگاه، او وارد تیم رزرو شد و همچنین به عنوان بازیکن تیم اول در نظر گرفته شد. این مهاجم پس از چند سال بازی با ذخیره‌ها، در سطح کاملاً حرفه ای زندگی خود را آغاز کرد و در فصل ۲۰۱۶–۱۷، زمانی که ۳۲ بازی انجام داد و ۹ گل به ثمر رساند. او در فصل ۲۰۱۷–۱۸ ۱۴ گل به ثمر رساند.

### شالکه ۰۴
در تاریخ ۲۹ مه ۲۰۱۸، شالکه اعلام کرد که اسکریبسکی برای این باشگاه یک قرارداد سه ساله امضا کرد. در ۲۴ نوامبر ۲۰۱۸، او دو گل اول خود را برای شالکه برابر نورنبرگ در یک پیروزی ۵–۲ به ثمر رساند. در ۳ ژانویه سال ۲۰۲۰، اسکریبسکی برای بقیه فصل ۲۰۱۹–۲۰۲۰ به فورتونا دوسلدروف قرض داده شد.

## زندگی شخصی
اسکریبسکی از تبار لهستان است.